# کولوکاسوو
کولوکاسوو (به لاتین: Kulukasovo) یک منطقهٔ مسکونی در روسیه است که در باشقیرستان واقع شده‌است.